# Erzeugergemeinschaft Oldenburger-Münsterland eG
Die Erzeugergemeinschaft Oldenburger-Münsterland eG (bis 2023 Erzeugergemeinschaft für Qualitätsvieh im Oldenburger Münsterland e.G.) ist eine eingetragene Genossenschaft nach dem Marktstrukturgesetz mit Sitz in Bakum. Sie ist ein bedeutendes Partnerunternehmen der Goldschmaus Gruppe und Mitglied im Erzeugerverband für landwirtschaftliche Veredelungsprodukte im Weser-Emsland (ELV) GmbH sowie des 1995 von den Landkreisen Cloppenburg und Vechta gegründeten Verbunds Oldenburger Münsterland.  Sie unterliegt der Prüfung durch den Genossenschaftsverband Weser-Ems e.V. in Oldenburg.

## Geschichte
Vorläufer der heutigen Genossenschaft war die am 18. November 1923 von 23 Landwirten in Vechta gegründete Südoldenburger Viehverwertung, deren erster Vorsitzender Bernd Sieverding aus Bakum wurde und der nach 45 Jahren aus dieser Funktion ausschied. 1973 wurde die Genossenschaft als Erzeugergemeinschaft für Schlachtvieh anerkannt und der Kaufmann Gerhard Schade als Geschäftsführer berufen. 1992 erzielte die Genossenschaft mit 81,5 Millionen D-Mark ihren höchsten Umsatz.
2001 fusionierte die Genossenschaft mit der Erzeugergemeinschaft für Schweine im Oldenburger Münsterland e.G. aus Emstek, die aus der Erzeugergemeinschaft Cloppenburg in Garthe (Emstek) und der Erzeugergemeinschaft Visbek-Goldenstedt in Vechta hervorgegangen war. Diese Vereinigung erhielt den Namen Erzeugergemeinschaft für Qualitätsvieh im Oldenburger Münsterland e.G. (EG im OM).

## Geschäftstätigkeit
Zu ihren Aufgaben zählt die Genossenschaft zum einen die Vermarktung des in den Mitgliedsbetrieben erzeugten Schlachtviehs (Schweine und Großvieh) im Absatzgeschäft, zum anderen die Vermarktung von Nutzvieh (Kälber, Ferkel, Fresser) im Bezugsgeschäft. Daneben erfolgt  die  Beratung der rund 510 Mitgliedsbetriebe. 
Im Jahr 2020 wurden 664.335 (Vorjahr: 665.772) Schweine und 9.492 Stück (Vorjahr: 16.503) Großvieh vermarktet. Der Umsatz ist infolge des Rückgangs im Großviehbereich und wegen Preisrückgängen in der Schweinevermarktung um rund 27 Millionen Euro zurückgegangen.

## Beteiligungen
Das Unternehmen hält folgende Beteiligungen:
- ELV Erzeugerverbund für landwirtschaftliche Veredelungsprodukte GmbH, Bakum (79,4 Prozent),
- Bäuerliches Kühlhaus GmbH & Co KG, Bösel (19 Prozent),
- Böseler Qualitätsfleisch GmbH, Bösel (12 Prozent).